# Počep
Počep è una città della Russia europea sudoccidentale (Oblast' di Brjansk), situata nel bassopiano della Desna, sulle sponde del fiume Sudost', 84 km a sudest del capoluogo Brjansk; dipende amministrativamente dal distretto omonimo, del quale è capoluogo.

## Società

### Evoluzione demografica
Fonte: mojgorod.ru
- 1897: 8.300
- 1939: 15.600
- 1959: 14.500
- 1979: 15.900
- 1989: 16.900
- 2007: 17.100